# Emotion & Commotion
Emotion & Commotion (рус. «эмоции и волнение») — десятый студийный альбом британского гитариста Джеффа Бека, выпущенный в апреле 2010 года на звукозаписывающем лейбле Atco Records.

## Об альбоме
Emotion & Commotion не является чисто инструментальным, в качестве вокалисток выступили Джосс Стоун, Имельда Мэй и Оливия Сейф. В диск включены кавер-версии известных песен, таких как «Over the Rainbow», «Corpus Christi Carol», «Lilac Wine» и других известных произведений.

## Список композиций
| №                   | Название                                        | Автор(ы)                     | Длительность |
| ------------------- | ----------------------------------------------- | ---------------------------- | ------------ |
| 1.                  | «Corpus Christi Carol»                          | Бенджамин Бриттен            | 2:40         |
| 2.                  | «Hammerhead»                                    | Джефф Бек, Джейсон Ребелло   | 4:15         |
| 3.                  | «Never Alone»                                   | Джейсон Ребелло              | 4:23         |
| 4.                  | «Over the Rainbow»                              | Харольд Арлен                | 3:11         |
| 5.                  | «I Put a Spell on You» (с участием Джосс Стоун) | Скримин Джей Хокинс          | 3:00         |
| 6.                  | «Serene» (с участием Оливии Сейф)               | Джефф Бек, Джейсон Ребелло   | 6:06         |
| 7.                  | «Lilac Wine» (с участием Имельды Мэй)           | Джеймс Шелтон                | 4:45         |
| 8.                  | «Nessun Dorma»                                  | Джакомо Пуччини              | 2:56         |
| 9.                  | «There’s No Other Me» (с участием Джосс Стоун)  | Джейсон Ребелло, Джосс Стоун | 4:05         |
| 10.                 | «Elegy for Dunkirk» (с участием Оливии Сейф)    | Дарио Марианелли             | 5:04         |
| Общая длительность: | Общая длительность:                             | Общая длительность:          | 40:19        |

| №   | Название                            | Автор(ы)        | Длительность |
| --- | ----------------------------------- | --------------- | ------------ |
| 11. | «Poor Boy» (с участием Имельды Мэй) | народная        | 4:43         |
| 12. | «Cry Me a River»                    | Артур Гамильтон | 4:32         |

## Участники записи
Приведены по сведениям базы данных Discogs.

| Музыканты: - Джефф Бек — электрическая гитара - Джосс Стоун — вокал (песни 5, 9) - Имельда Мэй — вокал (песни 7, 11) - Оливия Сейф — вокал (песни 6, 10) - Джейсон Ребелло — клавишные (песни 2, 3, 6, 9), музыкальное программирование (песни 3, 6, 9) - Стивен Липсон — музыкальное программирование (песни 3, 6, 9) - Пит Мюррей — клавишные (песни 1, 5, 7, 8, 9, 10), аранжировка оркестра (песни 1, 2, 3, 4, 5, 6, 8, 10) - Винни Колаюта — ударные, перкуссия (песни 3, 6, 9) - Клайв Димер — ударные (песня 5) - Эрл Харвин — ударные (песня 7) - Алессиа Матталиа — барабаны (песня 2) - Луис Жардим — перкуссия (песни 3, 6) - Крис Брюс — бас-гитара (песня 7) - Пино Палладино — бас-гитара (песня 5) - Тэл Уилкенфелд — бас-гитара (песни 2, 3, 6, 9) - Стив Сидвелл — дирижёр (песни 4, 5) | Технический персонал: - Стивен Липсон — продюсер, звукорежиссёр, инженер сведе́ния, фотограф, автор текста для буклета - Тревор Хорн — исполнительный продюсер - Алан Бранч — ассистент звукорежиссёра - Эдд Хартвелл — ассистент звукорежиссёра - Грэм Арчер — ассистент звукорежиссёра - Найл Экотт — ассистент звукорежиссёра - Нико Болас — ассистент звукорежиссёра - Сэм Фарр — ассистент звукорежиссёра - Стив Прайс — ассистент звукорежиссёра - Тим Вайднер — ассистент звукорежиссёра - Иэн Купер — мастеринг-инженер - Род Казинс — дизайнер - Джон Ламбет — фотограф - Пол Конрой — фотограф - Роберт Симеон — фотограф - Росс Халфин — фотограф - Сакура — фотограф - Кадзуё Хориэ — цифровая обработка фото - Джефф Бек — автор текста для буклета |

## Позиции в хит-парадах
Еженедельные чарты:
| Год  | Хит-парад                              | Высшая позиция | Пребывание в чарте |
| ---- | -------------------------------------- | -------------- | ------------------ |
| 2010 | Австралия (ARIA)                       | 49             | 1 неделя           |
| 2010 | Австрия (Ö3 Austria)                   | 44             | 1 неделя           |
| 2010 | Бельгия/Валлония (Ultratop)            | 87             | 1 неделя           |
| 2010 | Великобритания (Album Downloads Chart) | 53             | 2 недели           |
| 2010 | Великобритания (Physical Albums Chart) | 20             | 5 недель           |
| 2010 | Великобритания (UK Albums Chart)       | 21             | 4 недели           |
| 2010 | Греция (IFPI Greece)                   | 17             | 3 недели           |
| 2010 | Германия (Offizielle Top 100)          | 30             | 8 недель           |
| 2010 | Италия (Classifica album)              | 56             | 1 неделя           |
| 2010 | Канада (Canadian Albums Chart)         | 9              | 1 неделя           |
| 2010 | Нидерланды (Album Top 100)             | 77             | 1 неделя           |
| 2010 | Норвегия (VG-lista)                    | 17             | 4 недели           |
| 2010 | США (Billboard 200)                    | 11             | 9 недель           |
| 2010 | США (Billboard Top Rock Albums)        | 3              | нет данных         |
| 2010 | Финляндия (Suomen virallinen lista)    | 35             | 2 недели           |
| 2010 | Франция (SNEP)                         | 74             | 5 недель           |
| 2010 | Швейцария (Schweizer Hitparade)        | 40             | 4 недели           |
| 2010 | Швеция (Sverigetopplistan)             | 35             | 4 недели           |
| 2010 | Шотландия (Scottish Albums Chart)      | 25             | 4 недели           |
|      |                                        |                |                    |
| 2018 | Великобритания (Album Downloads Chart) | 92             | 1 неделя           |
| 2018 | Великобритания (Albums Sales Chart)    | 93             | 1 неделя           |
|      |                                        |                |                    |
| 2023 | Великобритания (Album Downloads Chart) | 17             | 2 недели           |